# آرامید اوته
آرامید اوته (انگلیسی: Aramide Oteh؛ زادهٔ ۱۰ سپتامبر ۱۹۹۸) بازیکن فوتبال اهل بریتانیا است.
از باشگاه‌هایی که در آن بازی کرده‌است می‌توان به باشگاه فوتبال کویینز پارک رنجرز اشاره کرد.